# Путеви Србије
Путеви Србије је грађевинско предузеће са седиштем у Београду. Реч је о националном путном предузећу Србије.

## Надлежност
JП Путеви Србије обавља послове који се односе на одржавање, заштиту, коришћење, развој и управљање државним путевима првог и другог реда у Србији. Поред тога, предузеће уређује и обавља стручне послове на изградњи, обнови и у управљању саобраћајем на државним путевима.

## Устројство предузећа
Предузеће се састоји од сектора:
- Кабинет генералног директора,
- Сектор за стратегију, пројектовање и развој,
- Сектор за инвестиције,
- Сектор за одржавање јавних путева I и II реда,
- Сектор за управљачко информационе системе у саобраћају,
- Сектор наплате путарине,
- Сектор за правне, кадровске и опште послове,
- Сектор за економско-финансијске и комерцијалне послове.